# پیشینه ترمودینامیک

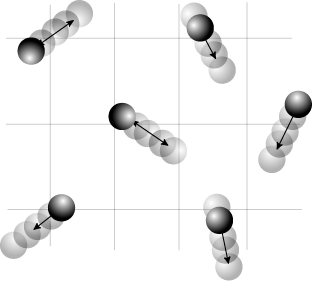
نمایی از شماتیک «حرکت ذرات»، پایه و اساس ترمودینامیک کلاسیک و آماری.

تاریخچه ترمودینامیک رشته‌ای اساسی در تاریخ فیزیک و تاریخ شیمی، و در حالت کلی رشته‌ای اساسی از تاریخ علم می‌باشد. با در هم تنیدگی شدید علم ترمودینامیک در بیشتر علوم و تکنولوژی تاریخ آن نیز به تبع با توسعه مکانیک کلاسیک، مکانیک کوانتوم، مغناطیس، و سینتیک شیمیایی و با اندکی فاصله با تاریخ هواشناسی، تئوری اطلاعات و بیولوژی (فیزیولوژی) و به توسعه فن آوری‌هایی همچون موتور بخار، موتورهای احتراق داخلی، کرایژونیک و تولید الکتریسیته گره خورده‌است. توسعه ترمودینامیک، تئوری اتمی را به پیش برده و با آن به جلو رفته‌است.

## گاه‌شمار تاریخ ترمودینامیک
سیر تاریخی علم ترمودینامیک به صورت زیر می‌باشد (همه تاریخ‌ها میلادی می‌باشند):
۱۷۹۸- کنت رامفورد (بنجامین تامسون) مطالعه تبدیل کار به گرما را طی آزمایش مته و تخته آغاز کرد.
۱۷۹۹- سرهامفری دیوی تبدیل کار به حرارت را با آزمایش سابیدن یخ مطالعه کرد.
۱۸۲۴- سعدی کارنو تئوری خود «بازتابی بر نیروی محرک آتش» منتشر کرد که در برگیرنده اصل جدیدی دربارهٔ تعریف چرخه و اصلی که توصیف‌کننده آن بود که چرخه بازگشت‌پذیر بین دو منبع حرارتی تنها به دمای منابع بستگی دارد و نه به موادکاری
۱۸۴۲- مایر اصل بقا انرژی را ارائه کرد.
۱۸۴۷- هلمهولتز اصل بقا انرژی را به صورت مستقل از مایر فرمول‌بندی کرد.
۱۸۴۳–۱۸۴۸- جیمز پریسکات ژول با ترتیب دادن آزمایشاتی چهارچوب تجربی قانون اول ترمودینامیک را بنیان نهاد. امروزه به پاس این دانشمند بزرگ حرف J برای نمایش معادل مکانیکی کار استفاده می‌شود.
۱۸۴۸- لرد کلوین (ویلیام تامسون) واحد درجه حرارت مطلق را بر مبنای چرخه کارنو تعریف کرد.
۱۸۵۰- رودلف کلاوزیوس احتمالاً به عنوان اولین کسی که به وجود دو قانون اساسی ترمودینامیک: قانون اول و قانون دوم ترمودینامیک پی برد.
۱۸۶۵- کلاوزیوس قوانین اول و دوم ترمودینامیک را در دو خط بیان کرد:
- انرژی جهان دارای مقدار ثابتی است.
- آنتروپی جهان تمایل به بیشینه شدن دارد.

۱۸۷۵- جوسایا ویلارد گیبز گزارش خود را با عنوان «در برابری مواد ناهمگون» را که ترمودینامیک را به سیستم‌های ناهمگون و واکنش‌های شیمیایی بسط داد منتشر کرد. این گزارش اصل مهم پتانسیل شیمیایی را توصیف می‌کرد.
۱۸۹۷- ماکس پلانک قانون دوم ترمودینامیک را به صورت: «غیرممکن است بتوان موتوری ساخت که در یک چرخه کامل کار کرده و اثر دیگری غیر از بالا بردن وزنه و خنک کردن یک منبع حرارتی داشته باشد.» بیان کرد.
۱۹۰۹- کاراتئودوری ساختار جدیدی از ترمودینامیک را بر مبنای جدیدی که کاملاً فرم ریاضی داشت منتشر کرد.